# 波尔采利亚诺韦

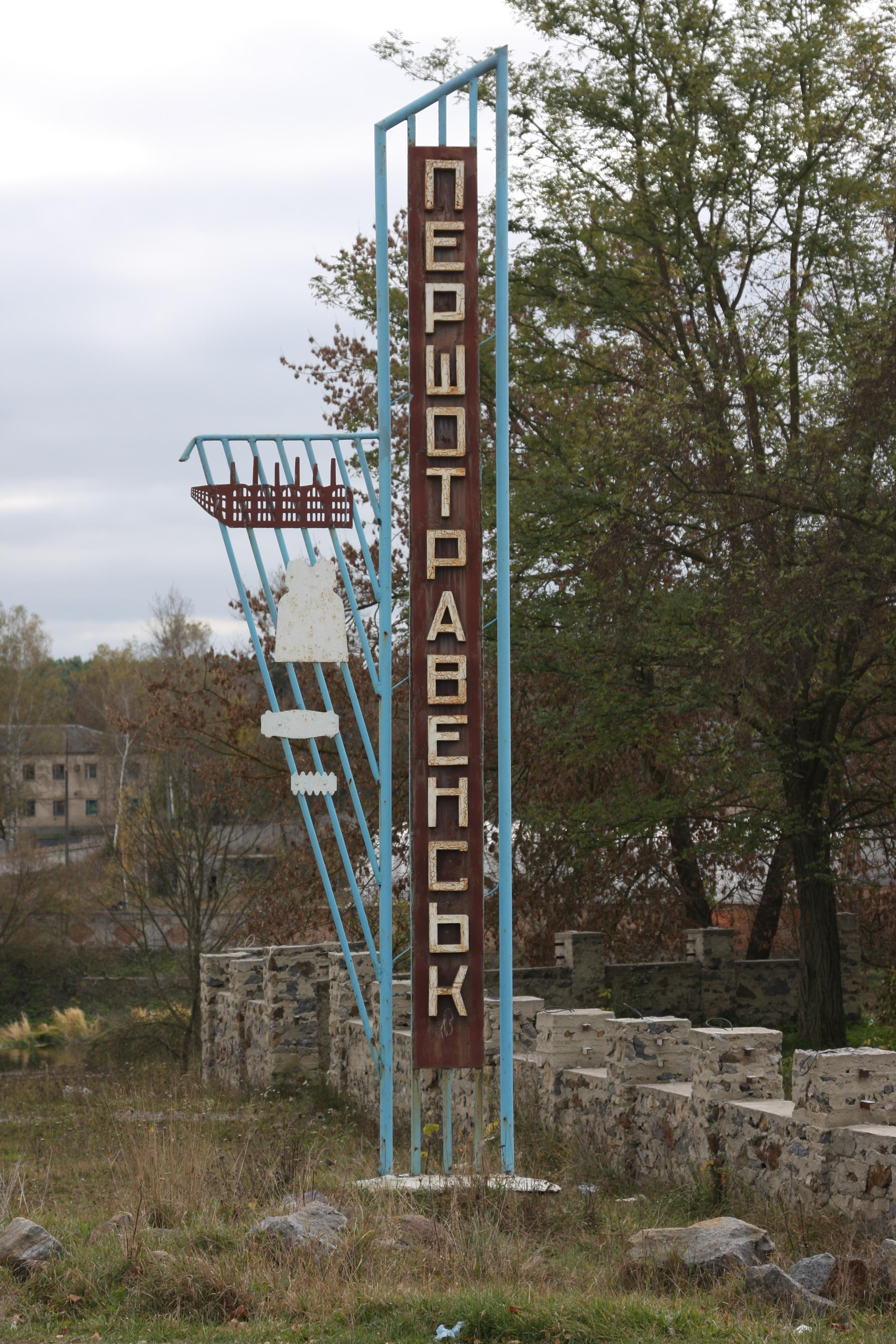

波尔采利亚诺韦（烏克蘭語：Порцелянове），2024年9月前名为佩尔绍特拉文斯克（烏克蘭語：Першотравенськ），是烏克蘭北部日托米爾州茲維亞赫爾區巴拉尼夫卡市镇的鎮。始建於1898年，面積8.34平方公里，海拔高度214米，2012年人口3,650，人口密度每平方公里441人。
2024年9月19日，乌克兰最高拉达将此镇的名字改为波尔采利亚诺韦。